# Лущенка
Лущенка, в верхнем течении Пениснарка — река в Смоленской области России в Смоленском районе. До впадения в озеро Пениснарь называется Пениснарка. Длина реки — 27 км, площадь водосборного бассейна — 87 км².
Исток — озеро Пениснарь восточнее одноимённой деревни Смоленского района. Направление течения: северо-запад, затем северо-восток. Впадает в реку Жереспею у деревни Заозёрье. В средней части разливается и образует озеро Бабни. Река маловодная, пойма сильно заболочена.